# Peter Tuscher

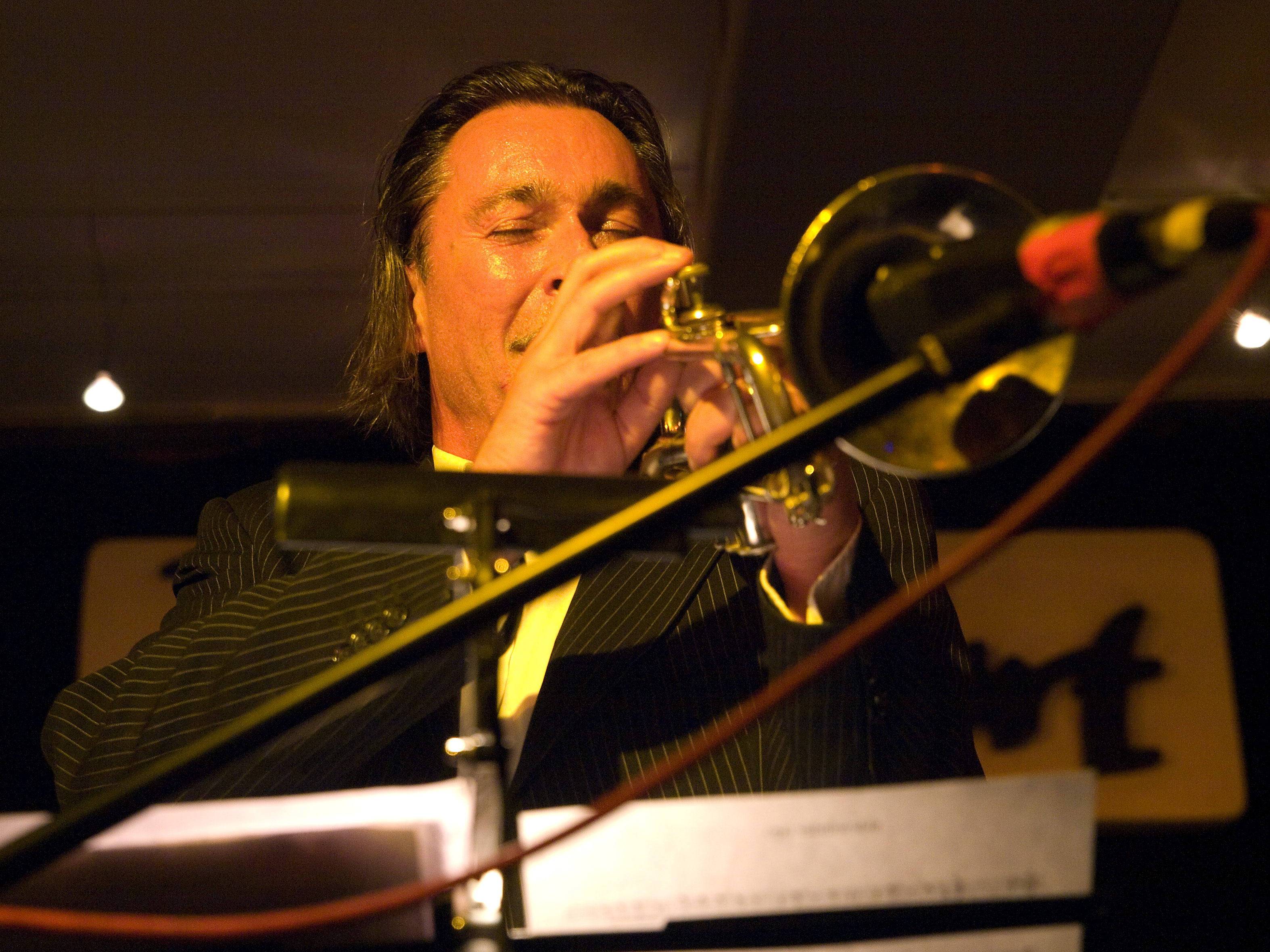
Peter Tuscher im Jazzclub Unterfahrt (München 2008)

Peter Tuscher (* 19. Dezember 1954 in München) ist ein deutscher Trompeter und Flügelhornist in den Bereichen Jazz und Neuer Musik.

## Leben und Wirken
Peter Tuscher sammelte bereits in den 1970er Jahren erste musikalische Erfahrungen bei Ensembles wie Hermann Breuers Blue Bone oder dem Harald Rüschenbaum Orchestra. 1981 war er Stipendiat der University of Michigan in Detroit. Dort nahm er Unterricht bei verschiedenen namhaften Solisten wie Marcus Belgrave. Ab 1982 war er Mitglied des Deutsch-Französischen Jazzensembles unter Leitung von Albert Mangelsdorff und Henri Texier. Seitdem konzertierte er mit eigenen Formationen sowie als Gastsolist mit Ensembles wie dem German Jazz Orchestra, Connexion Latina, Al Porcino Big Band, Charly Antolini Jazz Power, dem Roman Schwaller Nonett, Patrick Biancos Cannonsoul oder der Band Ugetsu um Adrian Mears.
1987 erhielt er den Förderpreis der Stadt München. Er ist regelmäßig als Dozent für das Landes-Jugendjazzorchester Bayern tätig.
1989–1990 hatte er einen Lehrauftrag für Jazztrompete am Bruckner-Konservatorium Linz.

## Diskographie (Auswahl)
- Al Porcino Big Band: Live at Karlsruhe (1994)
- Just Friends (MTM Records, 1995)
- Ugetsu: Live in Athens (Mons Records, 1996)
- Thilo Kreitmeier: Soul Call (Organic Music, 1999)
- Al Porcino Big Band: Live at Nachtcafe (Organic music, 1999)
- Lungau Big Band: Live in Montreux  (2000)
- Connexion Latina: Mambo 2000  (Enja, 2000)
- Al Porcino Big Band and Herb Geller: Live im Birdland Neuburg (ABB Edition. 2005)
- Karl Ratzer Meets Peter Tuscher (ORGM, 2011)